# Мостолес (футбольный клуб)
«Мостолес» (исп. CD Móstoles) — бывший испанский футбольный клуб из одноимённого города, в провинции и автономном сообществе Мадрид. Домашние матчи проводил на стадионе «Эль-Сото», вмещающем 14 000 зрителей. В Примере и Сегунде команда никогда не выступала, лучшим результатом является 10-е место в Сегунде B в сезоне 1998/99.

## Сезоны по дивизионам
- Сегунда B — 6 сезонов
- Терсера — 23 сезона
- Региональные лиги — 28 сезонов

## Достижения
- Терсера
  - Победитель (2): 1989/90, 2003/04

## Известные игроки и воспитанники
- Эрнесто Галан
- Давид Кордон
- Пако Льоренте
- Хосе Луис Моралес
- Томас Пина
- Рубен де ла Ред
- Харвей Эсаяс
- Эвуи